# 偶像崇拝に対する聖体の秘跡の勝利
『偶像崇拝に対する聖体の秘跡の勝利』（ぐうぞうすうはいにたいするせいたいのひせきのしょうり、西: La victoria de la Eucaristía sobre la Idolatría、英: The Triumph of the Eucharist over Idolatry）は、フランドルのバロック期の巨匠ピーテル・パウル・ルーベンスが1625年ごろに板上に油彩で制作した絵画である。1625年、スペイン領ネーデルラント総督のアルブレヒト・フォン・エスターライヒの妻イサベル・クララ・エウヘニアは、自身が少女時代を過ごしたマドリードのデスカルサス・レアレス修道院 内のクララ会修道院に贈るためのタピスリー連作のデザインをルーベンスに発注したが、本作はそのための油彩下絵である。作品はスペイン王室のコレクションに由来し、現在、マドリードのプラド美術館に所蔵されている。

## 作品

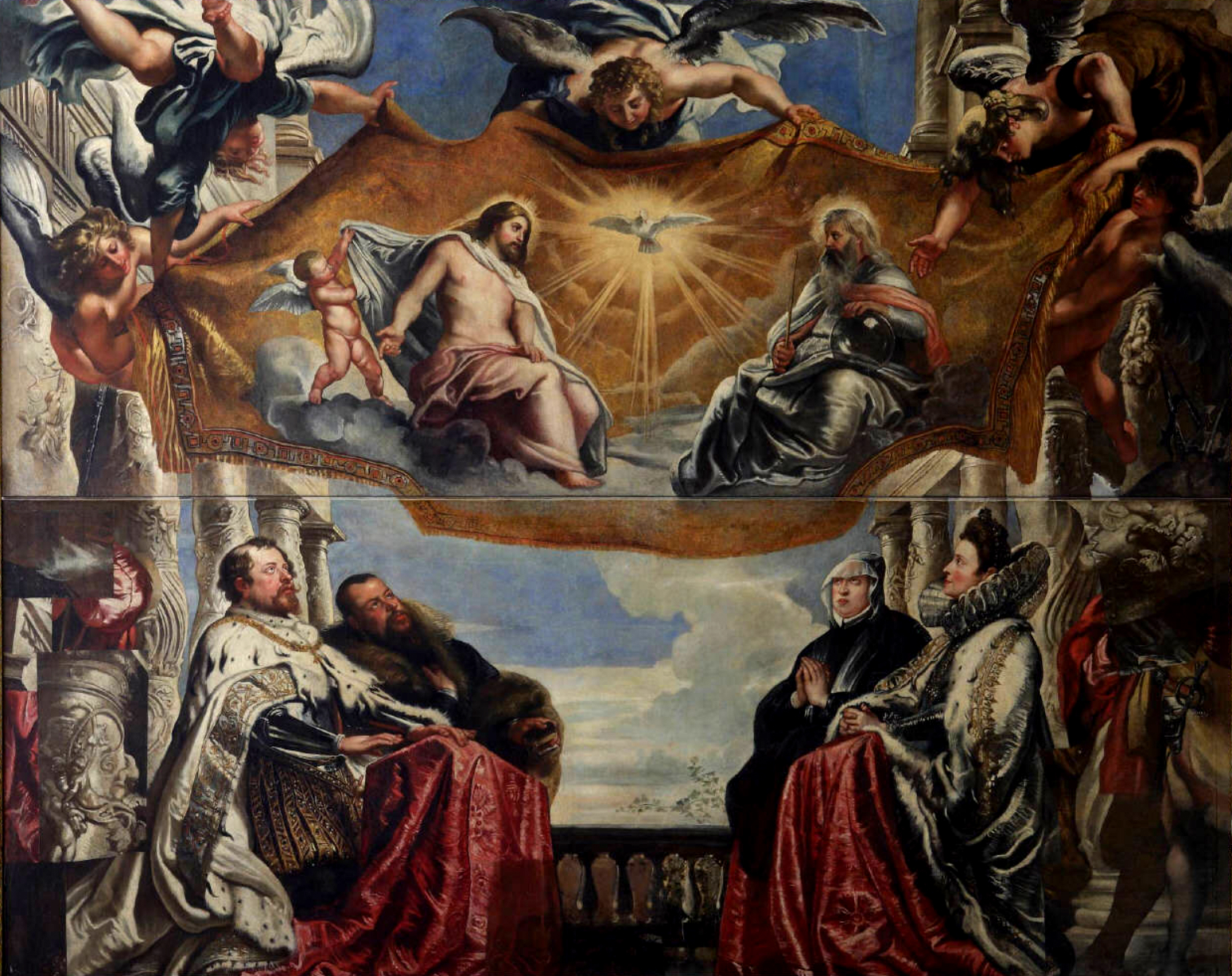
ルーベンス『聖三位一体を礼拝するゴンザーガ家の人々』 (1605年)、ドゥカーレ宮殿、マントヴァ

ルーベンスがイサベル・クララ・エウへニアの発注で制作した一連の油彩下絵は工房の手で原寸大に拡大され、それをもとにブリュッセルでタピスリーに織られた後、1628年にマドリードに送られた。20点からなるこのタピスリー連作の中心をなすのは、異教、異端に対する聖体の秘跡の勝利と『旧約聖書』に見出されるその予型等を主題とする11点である。これら11点すべてにおいて、ルーベンスは情景を2本の螺旋柱、または円柱の間に天使たちによって張り渡された「タピスリー」として表現した。
本作では、上部右側の天使が聖杯を掲げ、その輝きがカピトリーノの丘にあるユピテル神殿の内側を照らしている。神殿内では異教の供犠が執り行われているが、聖体の輝きによる恐慌のために参加者は逃げ出している。中央では、筋骨たくましい屠殺人が鑑賞者のほうに大股でやってきているところであるが、頭上の光から目を腕で覆っている。彼の後には年老いた祭司と若い祭司が続いている。左側では、跪いている召使が牡牛を生贄にするため抑えようとして、角を掴んでいる。
この混沌とした状況で、前景右寄りの石の祭壇は危なげに傾き、前景中央の装飾された金の水差しからはユピテルへの捧げもののワインがこぼれている。金の水差しは場面から突き出ており、こばれているワインは両側に2頭の牡羊の頭部がある建築的枠組み中の泉に注いでいる。画面上部左側の神殿内の暗い一角にある、ユピテル像の足元の祭壇前では、松明による儀式が執り行われている。本作、特に前景の登場人物や祭具の描写には、ルーベンスの古代文化に対する該博な知識が傾倒されている。
上述のように、場面全体は、画面上部の3人の羽根のある智天使によって垂らされている「タピスリー」として表されている。中央の果物綱の背後から垂れているタピスリーは、左右両側にある金の柱石と柱頭が付いた螺旋柱にまで張り渡されている。タピスリーに見立てた絵画は16世紀に先例があり、ルーベンス自身も1605年に制作した『聖三位一体を礼拝するゴンザーガ家の人々』 (ドゥカーレ宮殿、マントヴァ) にこの着想を用いているが、実際のタピスリーにこれを応用したのは彼の創意である。